# باربرا فيرنر
باربرا فيرنر (بالألمانية: Barbara Schock-Werner )‏ (و. 1947  م) هي مهندسة معمارية، ومؤرخة الفن، وأستاذة جامعية ألمانية، ولدت في لودفيغسبورغ.

## التعليم
تعلمت في جامعة بون.

## جوائز
حصلت على جوائز منها:
- وسام الاستحقاق في ولاية شمال الراين وستفاليا